# نظریه زیمان-فابر
نظریه زیمان-فابر (به انگلیسی: Ziman-Faber Theory) یکی از نظریه‌ها در مورد خواص الکترونی فلزات مایع است که در این نظریه ساختار الکترونی آن‌ها توسط تقریب الکترون تقریباً آزاد با یک سطح فرمی دارای تقارن کروی بیان می‌شود. در این نظریه پراکندگی الکترون توسط شبه‌پتانسیل اتم‌ها ضعیف فرض شده و تقریب بورن اعمال می‌شود.
این نظریه رسانایی مواد را به صورت زیر تخمین می‌زند :
که در آن ‎{\displaystyle \nu (q)}‎ تبدیل فوریه شبه‌پتانسیل اتم، {\displaystyle \Omega } حجم سیستم و ‎{\displaystyle S(q)}‎ فاکتور ساختاری است که به صورت زیر تعریف می‌شود: